# Rebecka Blomqvist
Rebecka Maria Blomqvist (Uddevalla, Suecia; 24 de julio de 1997) es una futbolista sueca. Juega como delantera en el VfL Wolfsburgo de la Bundesliga Femenina de Alemania. Es internacional con la selección de Suecia.

## Trayectoria
Blomqvist se inició en el fútbol en 2013 en el IK Rössö Uddevalla de la tercera división sueca (División 1 Norra Götaland), donde marcó 34 goles en 30 partidos. En 2015 se trasladó al Kopparbergs/Göteborg FC de la Damallsvenskan, donde llamó la atención por su juego y contribuyó con 9 goles para que el club ganara la temporada 2020. Durante las vacaciones de invierno de 2020-21, se unió a las campeonas de la Bundesliga Femenina, VfL Wolfsburgo. Debutó en la liga alemana el 5 de febrero de 2021, en el partido contra el Turbine Potsdam marcando su primer gol en la Bundesliga.

## Selección nacional
Blomqvist pasó por las selecciones juveniles de su país y ganó el Campeonato de Europa de 2015 con la sub-19. En el primer partido de la clasificación para la Eurocopa 2022 el 3 de septiembre de 2019 contra Letonia debutó con la selección absoluta de Suecia entrando como substituta. En el último partido de la clasificación el 1 de diciembre de 2020, marcó su primer gol con la selección mayor, en una victoria 5-0 contra Eslovaquia.

## Estadísticas

### Clubes
| Club           | País     | Año             |
| -------------- | -------- | --------------- |
| BK Häcken      | Suecia   | 2015 - 2020     |
| VfL Wolfsburgo | Alemania | 2020 - presente |

## Palmarés

### Títulos nacionales
| Título           | Club                    | País     | Año     |
| ---------------- | ----------------------- | -------- | ------- |
| Damallsvenskan   | Kopparbergs/Göteborg FC | Suecia   | 2020    |
| Copa de Alemania | VfL Wolfsburgo          | Alemania | 2020-21 |

### Títulos internacionales
| Título                     | Equipo | Sede                     | Año  |
| -------------------------- | ------ | ------------------------ | ---- |
| Campeonato Europeo Sub-19  | Suecia | Israel                   | 2015 |
| Juegos Olímpicos de Verano | Suecia | Tokio                    | 2020 |
| Mundial                    | Suecia | Australia/ Nueva Zelanda | 2023 |

(*) Incluyendo la Selección